# چولپان (شهرستان بوزدیاکسکی، باشقیرستان)
چولپان (انگلیسی: Chulpan, Buzdyaksky District, Republic of Bashkortostan) یک شهرک در شهرستان بوزدیاکسکی باشقیرستان کشور روسیه است.